# Bernard Jacqueline
Bernard Henri René Jacqueline (ur. 13 marca 1918 w Saint-Lô, zm. 26 lutego 2007 tamże) – francuski duchowny rzymskokatolicki, arcybiskup tytularny, dyplomata papieski.

## Biografia
30 października 1943 w kościele św. Sulpicjusza w Paryżu otrzymał święcenia diakonatu, a 12 marca 1944 w katedrze Notre-Dame w Paryżu prezbiteriatu i został kapłanem diecezji Coutances. Oba stopnie święceń otrzymał z rąk arcybiskupa paryskiego kard. Emmanuela Suharda.
W 1973 papież Paweł VI mianował go podsekretarzem Sekretariatu ds. niewierzących.
24 kwietnia 1982 papież Jan Paweł II mianował go pronuncjuszem apostolskim w Burundi oraz arcybiskupem tytularnym abbirmaiuskim. 19 czerwca 1982 w bazylice św. Piotra na Watykanie przyjął sakrę biskupią z rąk sekretarza stanu kard. Agostino Casaroliego. Współkonsekratorami byli sekretarz ds. Relacji z Państwami Sekretariatu Stanu abp Achille Silvestrini oraz sekretarz Kongregacji Rozkrzewiania Wiary abp Duraisamy Simon Lourdusamy.
Urząd pronuncjusza apostolskiego w Burundi pełnił do października 1985. 20 marca 1986 otrzymał urząd pronuncjusza apostolskiego w Maroku. 22 maja 1993, po osiągnięciu wieku emerytalnego, przeszedł na emeryturę.

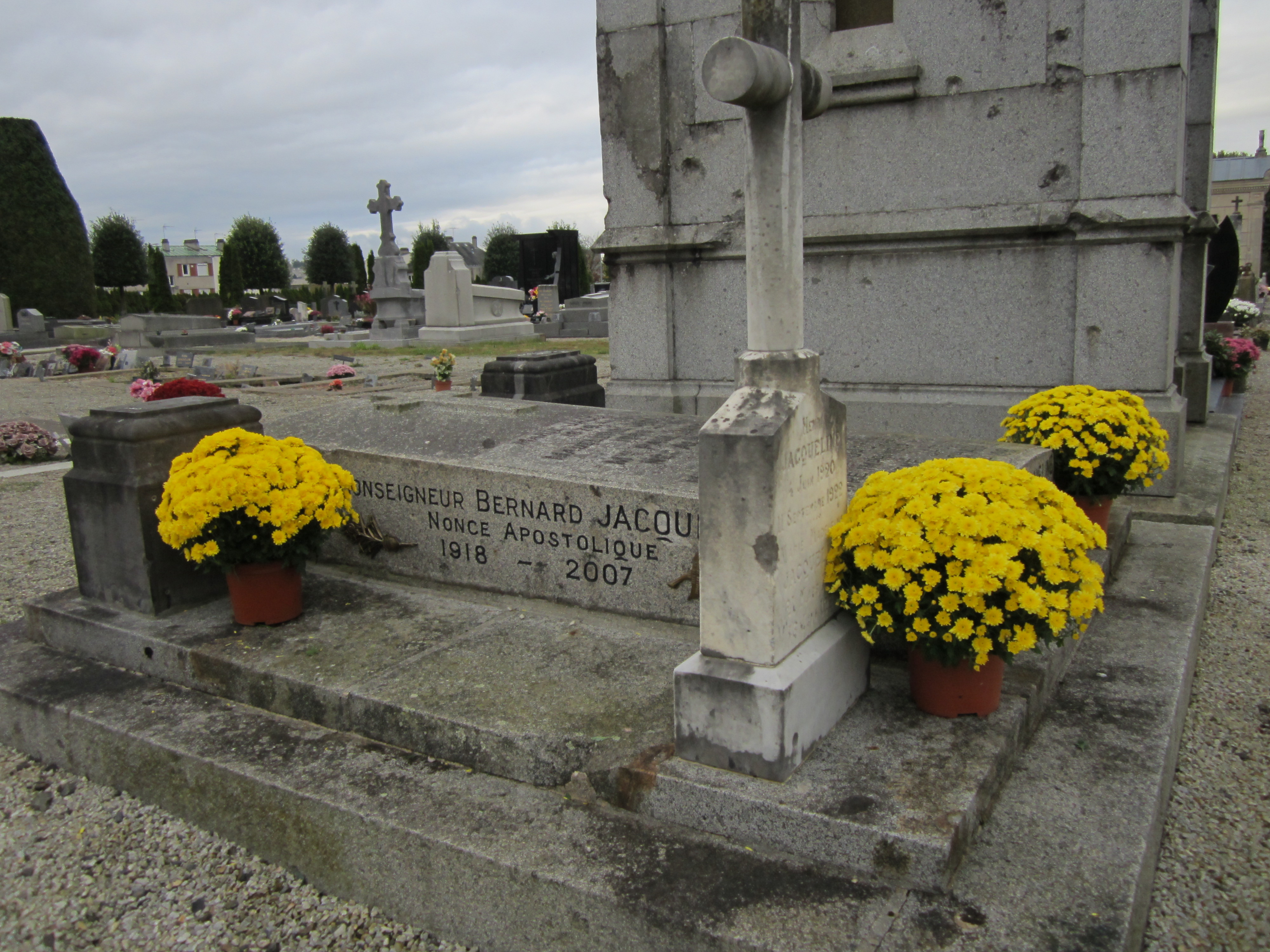
Nagrobek abp Jacqueline na cmentarzu w Saint-Lô